# USS William H. Bates (SSN-680)
USS William H. Bates (SSN-679) – okręt podwodny typu Sturgeon.

## Nazwa okrętu
Początkowo okręt miał być drugą jednostką należącą do United States Navy o nazwie USS "Redfish". Taką planowaną nazwę zgłoszono przy kontraktowaniu budowy w stoczni. Jednakże 22 czerwca 1969 roku – rok po rozpoczęciu budowy zmarł William H. Bates – amerykański kongresmen ze stanu Massachusetts, wielki zwolennik programu wprowadzania napędu jądrowego do okrętów US Navy. 4 sierpnia 1969 roku oficjalnie zmieniono nazwę na USS William H. Bates. Miał to być jedyny okręt w US Navy o tej nazwie.

## Historia
Stępkę pod USS "William H. Bates" położono w stoczni Ingalls w Pascagoula, w stanie Missisipi 4 sierpnia 1969, wodowano 11 grudnia 1971 i wcielono do służby 5 maja 1973. Jego dowódcą został Arthur N. Glen.
Pierwotnie okręt pełnił służbę w rejonie Pacyfiku.
Następnie skierowany został na wody europejskie. Brał udział w licznych manewrach sił Paktu Północnoatlantyckiego, m.in. "Moby Dick" i "Ocean Safari" w 1975 i 1976 roku. W 1976 roku pełnił służbę w rejonie Morza Śródziemnego.
W 1978 roku powrócił do Stanów Zjednoczonych i służył we Flocie Pacyfiku.
USS "William H. Bates" został wycofany ze służby i skreślony z listy floty 11 lutego 2000. Został odholowany do stoczni Puget Sound w Bremerton, w stanie Waszyngton do utylizacji. Złomowanie zakończono 30 października 2002 roku.

## Porty macierzyste
- Connecticut, w stanie Connecticut – 1973–1978
- San Diego, w stanie Kalifornia – 1978–1991
- Pearl Harbor, na Hawajach – 1991–2000